# Coppa Máster
La Coppa Máster fu una competizione pallavolistica argentina, organizzata dall'ACLAV, che si disputava con cadenza annuale. Il torneo, istituito nel 2010, si disputava solitamente all'inizio della stagione.

## Storia
Creata nel 2010, vede l'UPCN come club più titolato, vincitore di sei edizioni. Il Bolívar e il Libertad hanno conquistato rispettivamente due e una edizioni del torneo. Nel 2019 è stata cancellata e sostituita dalla Supercoppa argentina.

## Formula attuale
Dal 2010 si affrontano le migliori quattro squadre argentine della precedente stagione, che si sfidano in una Final Four (semifinali, finale per il terzo posto e finale per il primo posto, in gara unica). Le gare vengono disputate in un'unica sede.

## Albo d'oro
| Edizione      | Edizione               |  | Podio    | Podio     | Podio               |
| Anno          | Sede Finale            |  | Campione | Risultato | Finalista           |
| ------------- | ---------------------- |  | -------- | --------- | ------------------- |
| 2010 Dettagli | Concepción del Uruguay |  | UPCN     | 3 - 0     | Boca Juniors        |
| 2011 Dettagli | Mar del Plata          |  | UPCN     | 3 - 2     | Buenos Aires Unidos |
| 2012 Dettagli | Buenos Aires           |  | Bolívar  | 3 - 2     | UPCN                |
| 2013 Dettagli | San Juan               |  | UPCN     | 3 - 0     | Bolívar             |
| 2014 Dettagli | Morón                  |  | UPCN     | 3 - 0     | Boca Juniors        |
| 2015 Dettagli | Nueve de Julio         |  | Bolívar  | 3 - 2     | Ciudad              |
| 2016 Dettagli | Morón                  |  | UPCN     | 3 - 2     | Lomas               |
| 2017 Dettagli | San Carlos de Bolívar  |  | UPCN     | 3 - 0     | Lomas               |
| 2018 Dettagli | San Jerónimo Norte     |  | Libertad | 3 - 1     | UNTreF              |

## Palmarès
| Squadre  | Titoli | Stagioni                           |
| -------- | ------ | ---------------------------------- |
| UPCN     | 6      | 2010, 2011, 2013, 2014, 2016, 2017 |
| Bolívar  | 2      | 2012, 2015                         |
| Libertad | 1      | 2018                               |